# Авдий Эдесский
Авдий (Авдей, Удо) Эдесский (Месопотамский) (ум. ок. 372; греч. Αὐδαίας) — христианский религиозный деятель, проповедник, архидиакон из Эдессы. 

## Биография
Основатель секты авдиян (антропоморфитов). Не признавал соборные решения по вопросу о дне празднования Пасхи. После Вселенского I Собора (Никейский собор 325 года) откололся от церкви и основал монашескую секту, имевшую влияние в Сирии и Месопотамии. Самовольно провозгласил себя епископом. Обвинялся в ереси. В правление императора Константина Великого был сослан в Скифию, где до конца жизни проповедовал христианство среди готов. Основанная им секта просуществовала до середины  V века нашей эры, хотя сообщения о немногочисленных последователях Авдия встречаются даже в X веке. Написал ряд апокрифических сочинений — «апокалипсисов», которые сохранились фрагментарно в труде несторианского богослова IX века Феодора бар Кони (Theodore bar Konai, Theodorus bar Koni) Liber scholiorum (II 219-220). Учение Авдия обличено святым Епифанием Кипрским.

## Древние и средневековые источники о персоналии
- Феодорит Кирский. Церковная история. – М.: РОССПЭН, 1993. (Кн. IV, гл. 10).
- Сократ Схоластик. Церковная история. – М.:  РОССПЭН, 1996. (Кн. V, гл. 23).
- Епифаний Кипрский. Панарион. (Гл. 70).